# Vasilijus Lendel
Vasilijus Lendel, nascida em 5 de abril de 1995, é um ciclista lituano especialista das provas de velocidade em pista.

## Palmarés

### Campeonatos mundiais
| Edição / Prova | Keirin | Velocidade individual                 |
| Hong Kong 2017 | 21.º   | 18.º                                  |
| Apeldoorn 2018 | 13.º.  | 12.º (eliminado nos oitavos de final) |
| Pruszków 2019  |        | 27.º.                                 |

### Copa do mundo
- 2016-2017
  - 2.º do keirin em Glasgow
- 2017-2018
  -     - 1.º da velocidade em Santiago de Chile de Chile

  - 2.º da velocidade em Minsk

### Campeonato Europeu
| Edição / Prova                | Keirin | Velocidade individual |
| Anadia 2014 (esperanças)      | 5.º    | 5.º                   |
| Baie-Mahault 2014             | 4.º    | 8.º                   |
| Atenas 2015 (esperanças)      |        | 5.º                   |
| Montichiari 2016 (esperanças) |        | Bronze                |
| Anadia 2017 (esperanças)      |        | 5.º                   |
| Berlim 2017                   |        | 5.º                   |
| Glasgow 2018                  |        | 8.º                   |

### Campeonatos nacionais
- Campeão da Lituânia de velocidade : 2017 e 2019
- Campeão da Lituânia do keirin : 2018
- Campeão da Lituânia de velocidade por equipas : 2018 e 2019